# Glochidion dasyanthum
Glochidion dasyanthum là một loài thực vật có hoa trong họ Diệp hạ châu. Loài này được Kurz ex Teijsm. & Binn. mô tả khoa học đầu tiên năm 1864.